# Эль-Хаддауи, Мунсиф
Мунси́ф Эль-Хадда́уи (араб. منصف الحداوي‎; 21 октября 1964, Марокко — 15 апреля 2024) — марокканский футболист, играл на позиции полузащитника, участник чемпионата мира 1986 года.

## Биография

### Клубная карьера
Эль-Хаддауи начинал карьеру в «Сале», за который играл два сезона, выиграв в 1985 году первый дивизион страны. В 1986 году переехал в Португалию, где играл за «Академику», «Маритиму» и «Морейренсе», играя в каждом клубе по одному сезону.
Завершил карьеру, на родине, в клубе ТАС в возрасте 34 лет.

### Карьера в сборной
В 1986 году участвовал в составе сборной Марокко на Кубке африканских наций 1986 года, где марокканцы проиграли сборной Кот-д’Ивуара в матче за бронзу. В том же году вошёл в состав сборной на чемпионат мира, но на турнире на поле так и не вышел.

### Смерть
Скончался 15 апреля 2024 года в возрасте 59 лет.